# 레비아탄

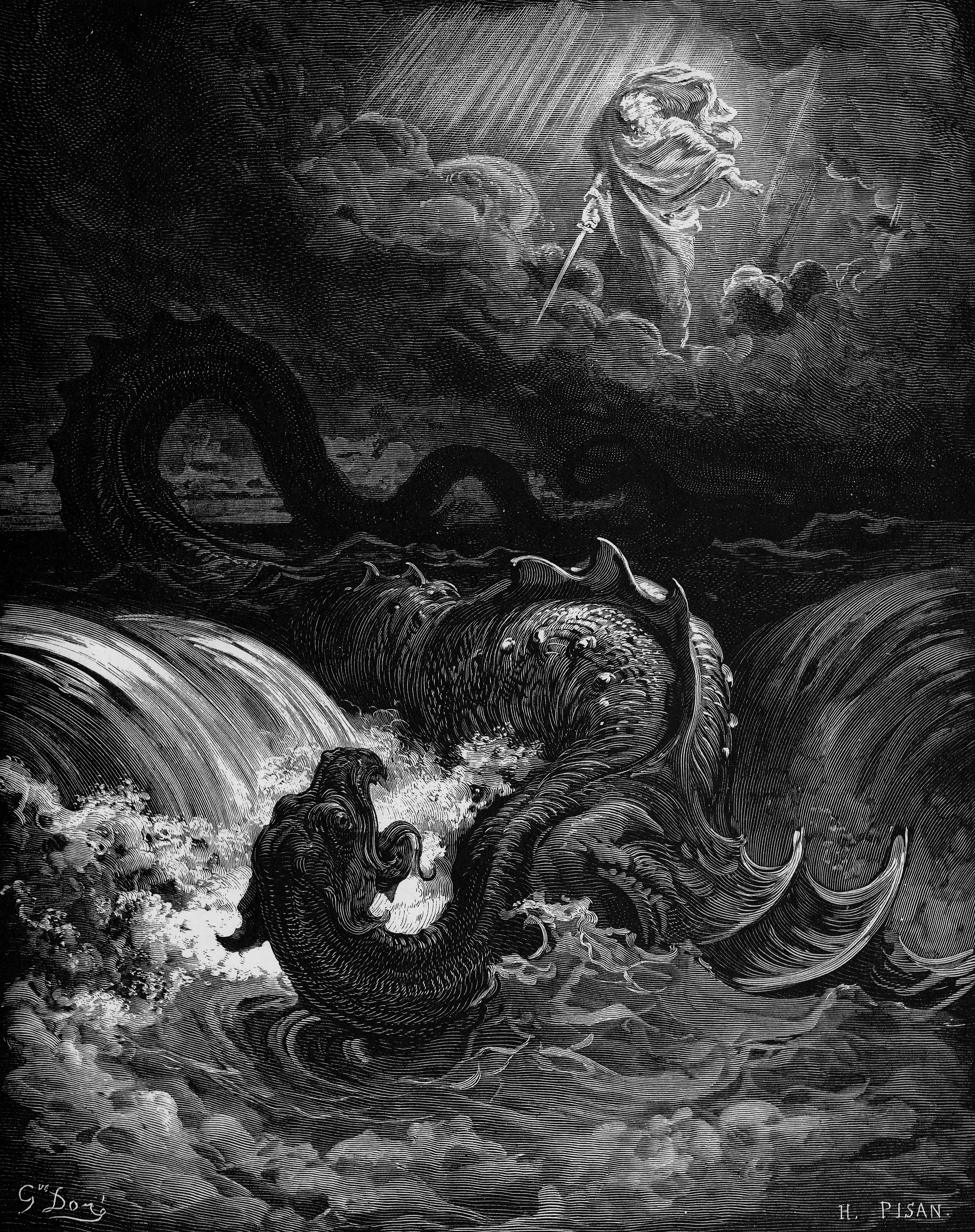
레비아탄의 파멸, 귀스타프 도레의 작품(1865).

레비아탄(영어: Leviathan, 히브리어: לִוְיָתָן)은 여러 성서 한글 번역판에서 ‘리워야단’으로 번역하여 표기하기도 하는데, 페니키아 신화에도 등장하는 사나운 바다 괴물인 ‘리탄’ 또는 ‘샤리트’라고도 불린다. 일반적으로 하느님이 종속시킨 혼돈의 힘 또는 거대 괴수나 생물을 의미하기도 한다. 또 바다 그 자체를 의미하기도 한다. 똑같이 베헤모스는 대지를, 지즈는 하늘을 의미하기도 한다. 레비아탄은 히브리어로 ‘돌돌 감긴’을 의미하며, 그 기원은 악어나 고래로 추정된다. 기독교에서는 칠죄종 가운데 하나인 질투에 속하는 악마로 보고 있다.
구약성서에서의 레비아탄은 사탄과 같은 악마, 또는 이사야서에 등장하는 괴물 라합과 같은 종류로 취급되고 있으며, 종반에 가서는 하느님에 의해 퇴치당한다고 나온다. 레비아탄의 형상은 가나안 신화에서 바알의 손에 의해 쓰러지는 일곱 개의 머리를 가진 바다 괴물 로탄과 메소포타미아 신화에 나오는 폭풍우의 신 마르두크에 의해 퇴치당하는 혼돈의 괴물 티아마트에 기원을 두고 있다. 이들은 모두 신 또는 영웅에 의해 퇴치당하여 그 시체로부터 하늘과 땅을 창조했다는 유사성이 있다.
성서에서는 레비아탄에 대해 다음과 같이 언급하고 있다:
레비아탄, 그 머리를 깨뜨리시고 그 고기로 사막의 짐승들을 먹이신 분,— 시편 74,14

저 크고 넓은 바다, 거기에는 크고 작은 물고기가 수없이 우글거리고 배들이 이리 오고 저리 가고 손수 빚으신 레비아탄이 있지만 그것은 당신의 장난감입니다.— 시편 104,25-26

그 날, 야훼께서는 날서고 모진 큰 칼을 빼어 들어 도망가는 레비아탄, 꿈틀거리는 레비아탄을 쫓아가 그 바다 괴물을 찔러 죽이시리라.— 이사야서 27,1

날을 저주하는 자들아! 레비아탄을 깨울 수 있는 자들아!— 욥기 3,8

그 앞에서는 아무도 이길 가망이 없어 보기만 해도 뒤로 넘어진다. 건드리기만 하여도 사나워져 아무도 맞설 수가 없다. 누가 그와 맞서서 무사하겠느냐? 하늘 아래 그럴 사람이 없다. 그 무지무지한 다리 이야기를 어찌 빼놓으랴! 그 당당한 억센 체구를 어찌 말하지 않겠느냐? 그 겉옷 앞자락을 누가 헤칠 수 있으며 겹으로 입은 그 갑옷을 누가 젖힐 수 있느냐? 누가 그 턱을 벌릴 수 있느냐? 줄지어 선 저 무서운 이빨, 방패 사이사이로 고랑진 등가죽에 단단한 돌인장으로 봉인한 것 같은 저 등, 바람도 틈 탈 수 없도록 서로서로 맞닿아 있고 서로서로 얽혀 있으니 떨어질 리도 없다. 재채기 소리에 불이 번쩍하고 그 눈초리는 새벽 여신의 눈망울 같구나. 아가리에서 내뿜는 횃불, 퉁겨 나오는 불꽃을 보아라. 연기를 펑펑 쏟는 저 콧구멍은 차라리 활활 타오르는 아궁이구나. 목구멍에서 이글이글 타는 숯불, 입에서 내뿜는 저 불길을 보아라. 목덜미엔 힘이 도사려 있어 그 앞에서 절망의 그림자가 흐느적일 뿐, 뗄 수 없이 마구 얽혀 피둥피둥한 저 살덩어리를 보아라. 바위같이 단단한 심장, 맷돌 아래짝처럼 튼튼한 염통, 한번 일어서면 신들도 무서워 혼비백산하여 거꾸러진다. 칼로 찔러 보아도 박히지 않고 창이나 표창, 화살 따위로도 어림없다. 쇠를 지푸라기인 양 부러뜨리고 청동을 썩은 나무인 양 비벼 버린다. 아무리 활을 쏘아도 달아날 생각도 하지 않고 팔맷돌은 마치 바람에 날리는 겨와 같구나. 몽둥이는 검불처럼 여기며 절렁절렁 소리내며 날아드는 표창 따위에는 코웃음친다. 뱃가죽은 날카로운 질그릇 조각과 같아 타작기가 할퀸 땅바닥처럼 지나간 흔적을 남기며 깊은 물웅덩이를 솥처럼 끓게 하고 바닷물을 기름가마처럼 부글거리게 하는구나. 번쩍 길을 내며 지나가는 저 모습, 하얀 머리를 휘날리며 물귀신같이 지나간다. 지상의 그 누가 그와 겨구랴. 생겨날 때부터 도무지 두려움을 모르는구나. 모든 권력자가 그 앞에서 쩔쩔매니, 모든 거만한 것들의 왕이 여기에 있다.— 욥기 41,1-26

성서에 묘사된 레비아탄의 모습을 종합해보면, 딱딱한 비늘에 덮인 거대한 뱀 또는 악어와 유사한 모습으로 등에는 방패와 같은 돌기가 일렬로 늘어서있으며 코에서는 연기, 입에서는 불을 내뿜는다. 또한 너무나 거대하기 때문에 눈앞을 통과하는 데 사흘이 걸린다는 이야기도 있다. 종말을 논하는 한 문서에서는 악마가 뱀인 레비아탄의 모습으로 나타난다고 기록되어 있다. 에녹서에서 레비아탄은 거대하고 무시무시한 바다 괴물로 등장하며 바닷물 수원 위의 심연에 거주하고 있다고 한다. 레비아탄의 턱은 때때로 지옥의 문 그 자체로 간주되기도 한다. 후대의 유대교 전승에 따르면, 레비아탄은 천치창조 5일째 되는 날부터 존재해왔으며 바다 생물들의 왕으로 군림해왔지만 하르마게돈에서 대천사 가브리엘과의 최후의 격전에서 패하고 구세주의 도래를 찬양하는 연회가 레비아탄의 피부로 만든 장막 안에서 열린다고 한다. 또한 그 고기는 베헤모스 및 지즈와 함께 음식으로서 제공된다고 한다.
또다른 유대교의 전설에서는, 아담을 여자의 모습으로, 하와를 남자의 모습으로 각각 나타나 유혹한 양성 구유의 드래곤이라고 한다.
대항해 시대 때 유럽의 선원들에게 있어, 레비아탄은 그야말로 공포의 대상이었다. 당시 사람들은 레비아탄이 배 주위를 빙빙 헤엄치며 소용돌이를 만들어 배를 뒤집어버리거나 부수어버리는 고래 같이 거대한 괴수로 생각했었다. 그러나 통을 던지면 레비아탄의 손아귀로부터 벗어날 수 있다고 믿었다.

## 같이 보기
- 악마
- 드래곤
- 베헤모스
- 리바이어던
- 지즈